# Sazovice
Sazovice (in tedesco Sasowitz) è un comune della Repubblica Ceca facente parte del distretto di Zlín, nella regione di Zlín.
La località ospita il particolare tempio di san Venceslao, un edificio a pianta completamente rotonda, costruito al centro di Sazovice e liberamente ispirato alla versione del distretto di Praga 10, il luogo di culto che fu poi incorporato all'interno della cattedrale di san Vitrio.